# Zasław (Ukraina)
Zasław (ukr. Ізяслав, Iziasław) – miasto na Ukrainie w obwodzie chmielnickim nad rzeką Horyń, siedziba władz rejonu zasławskiego. Jedno z najstarszych miast na Wołyniu, dawna rezydencja Ostrogskich-Zasławskich, w 2022 roku liczyło 16 tys. mieszkańców.

## Historia

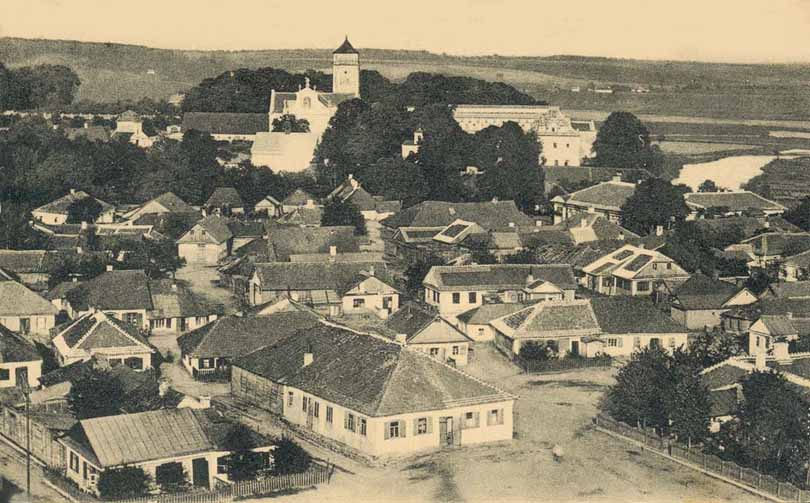
Stare Miasto ok. 1910 r.

Zasław został założony w XII wieku przez księcia kijowskiego Izjasława II, który nazwał nowy gródek Izjasławiem. Pierwsza pisemna wzmianka pochodzi z 1386 roku, od którego to czasu władali tu Ostrogscy, Zasławscy i Sanguszkowie. Już wtedy było to miasto obszerne (o czym świadczą resztki wałów obronnych), jakkolwiek prawa miejskie otrzymało dopiero w roku 1583. W 1491 wojska polsko-litewskie rozbiły tu siły tatarskie.
Miasto wielokrotnie padało ofiarą najazdów tatarskich, a w roku 1649 zdobył je Bohdan Chmielnicki. Połowa zabudowy padła wówczas pastwą pożaru, prochy książąt zostały wyrzucone z grobów, kościoły zburzone, a synagoga zmieniła się w stajnię. Z Kozakami, a następnie ze Szwedami walczył Dominik Zasławski, nieudolny regimentarz spod Piławiec, którego Chmielnicki nazywał pogardliwie „Pierzyną”, a który odzyskał dobrą sławę w czasie bitwy pod Beresteczkiem.
Prywatne miasto szlacheckie położone było w XVI wieku w województwie wołyńskim.
Pod rozbiorami siedziba gminy Zasław w powiecie zasławskim guberni wołyńskiej.
Po Zasławskich miasto dostało się Sanguszkom, którzy rezydowali na Nowym Zamku aż do rewolucji październikowej. Od 1907 miasto stanowiło część ordynacji zasławskiej. W 1920 Zasław i okolice były areną starć w wojnie polsko-bolszewickiej. Na mocy postanowień traktatu ryskiego Zasław wraz ze wschodnim Wołyniem znalazł się w granicach ZSRR.

Podczas okupacji hitlerowskiej, w sierpniu 1941 roku Niemcy utworzyli getto dla żydowskich mieszkańców. Przebywało w nim około 3500 osób. W styczniu 1943 roku Niemcy zlikwidowali getto, a Żydów zamordowali. Sprawcami zbrodni było Gestapo, SD, niemiecka żandarmeria oraz ukraińska policja. 

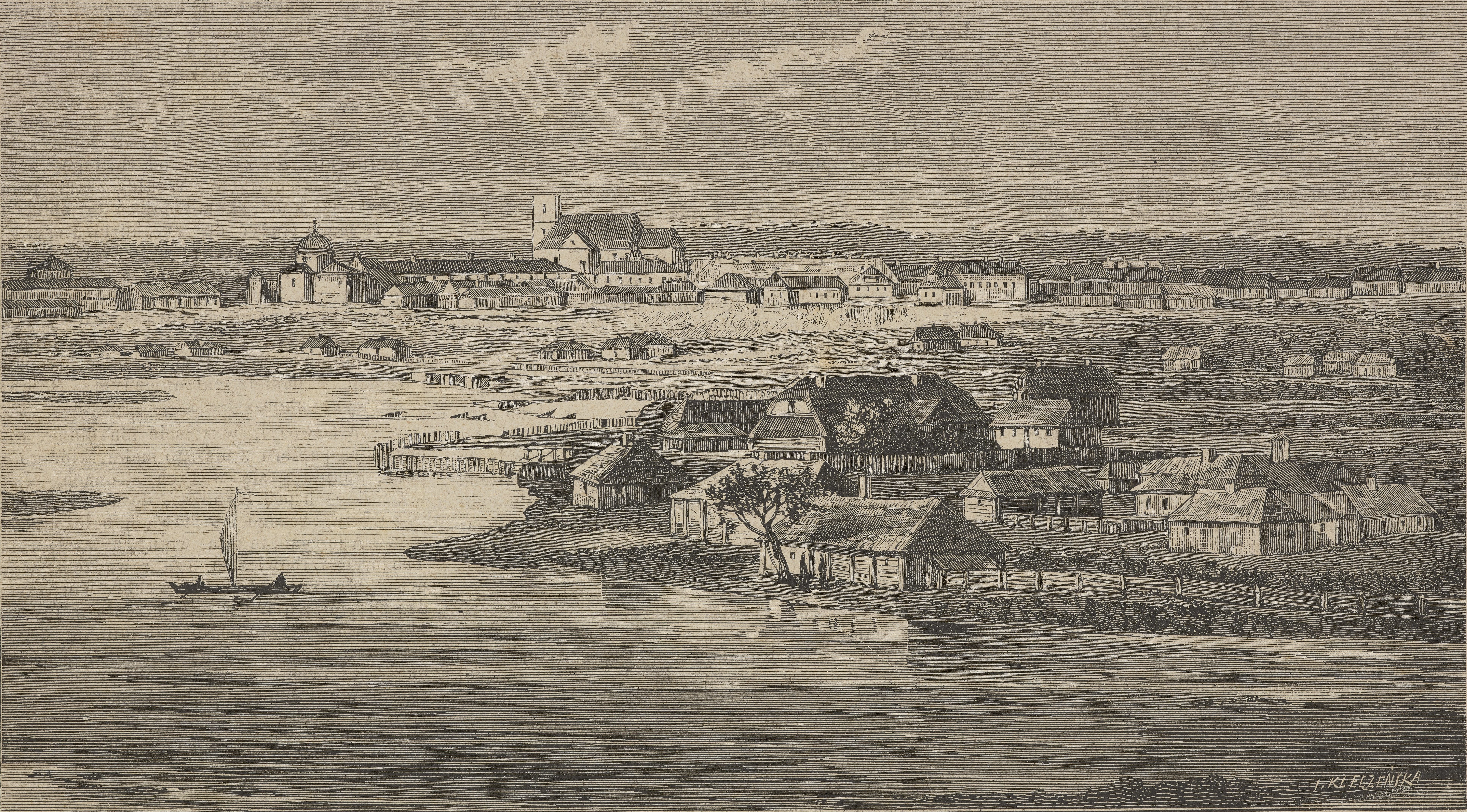
Panorama Zasławia na drzeworycie Józefy Kleczeńskiej (1882)

## Zabytki
- Zamek Staromiejski z 1456 r. nad Horyniem przez Jurija Wasiljewicza Ostrogoskiego, piętrowy, kryty dachem mansardowym. Od frontu portyk z kolumnanmi podtrzymującymi kopułę[5]
- Zamek Nowomiejski z XVI wieku
- Pałac Sanguszków[6] z lat 1754–1770, obecnie w ruinie
- Kaplica pałacowa, obecnie w ruinie
- Kościόł farny św. Jana Chrzciciela z 1599 r.
- Kościół św. Józefa Oblubieńca i klasztor oo. Misjonarzy z lat 1747–1755
- Kościół św. Michała i klasztor oo. Bernardynów fundacji księcia Janusza Zasławskiego zbudowany według projektu J. Madlena. w latach 1602–1630. Pierwszy klasztor uszkodzony w 1648 Kozacy Chmielnickiego. Przywrócone w latach 1727–1744. Obecnie w klasztorze znajduje się więzienie
- Synagoga wielka z XVI wieku
- Synagoga nowomiejska z XVIII wieku
- Sukiennice z XVII wieku.

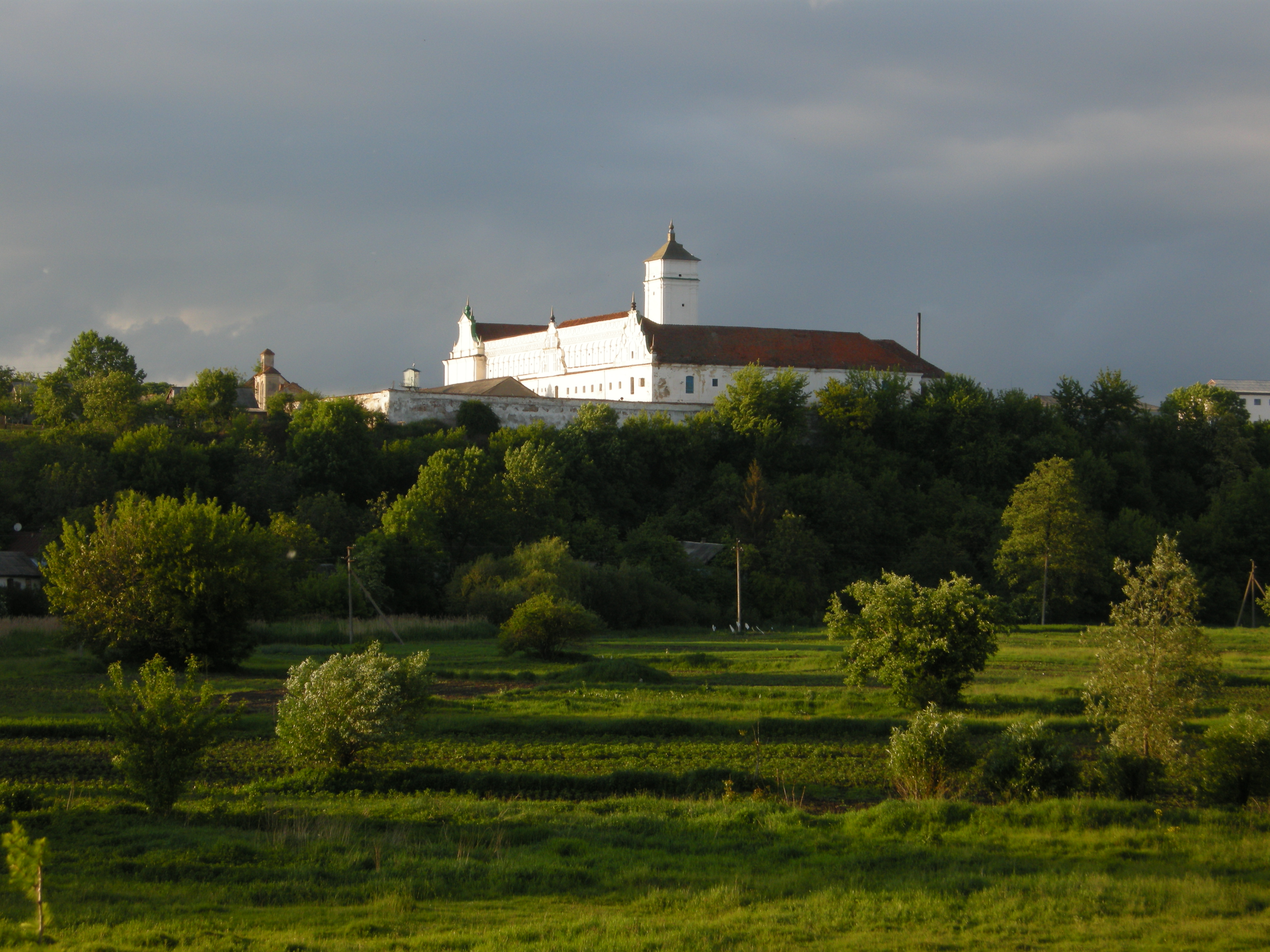
Kościół św. Michała i klasztor bernardynów
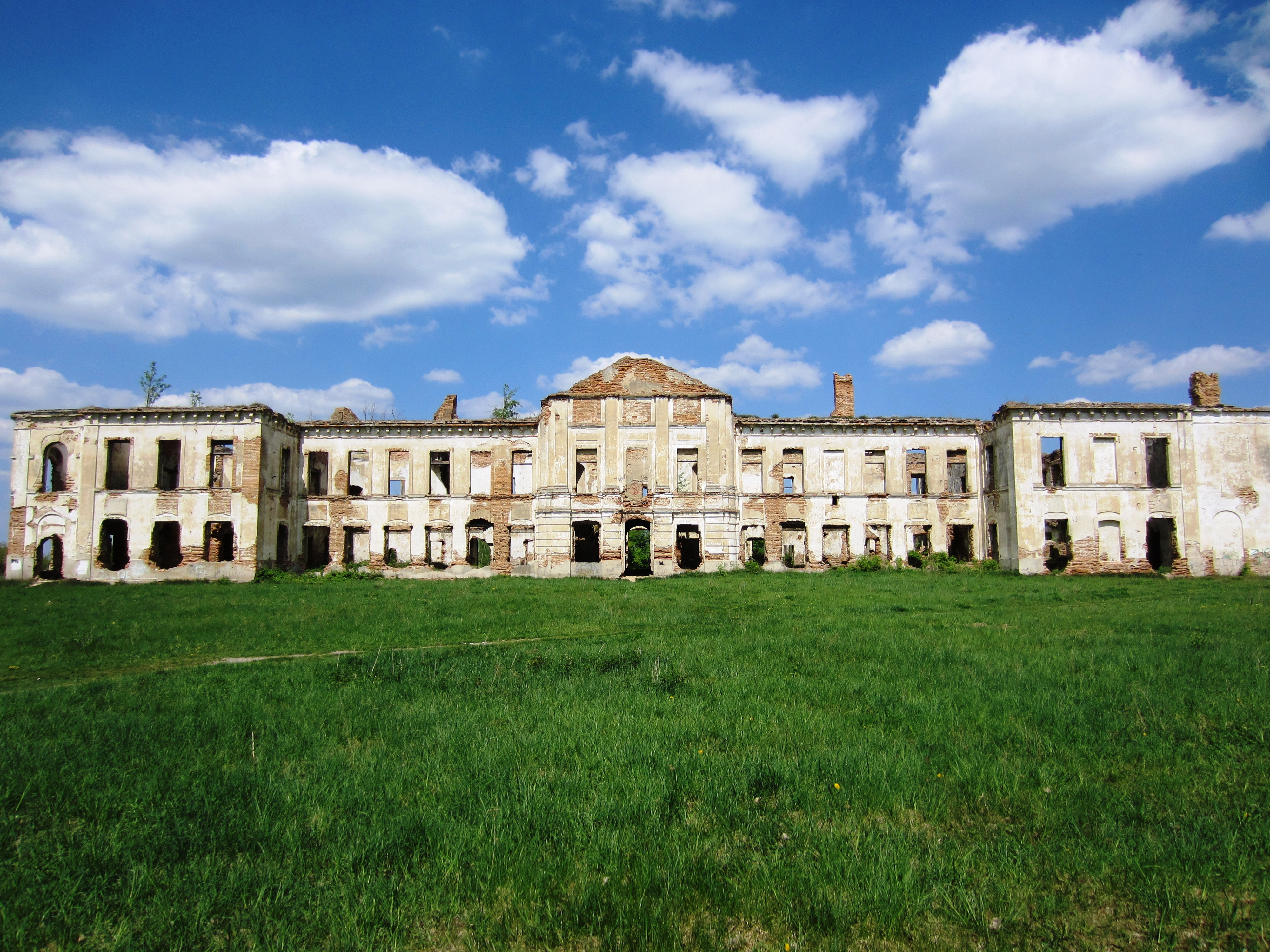
Pałac Sanguszków
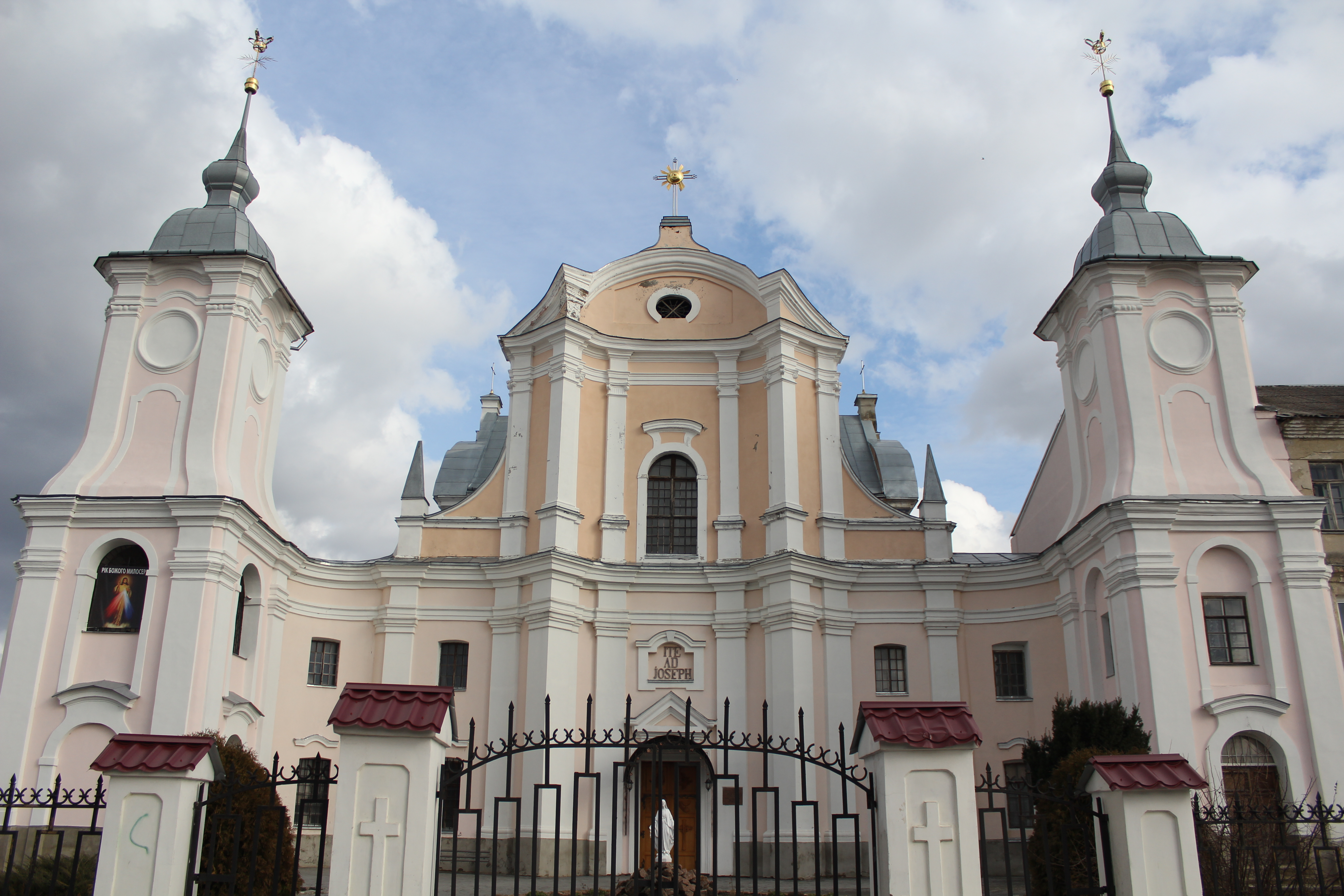
Kościół św. Józefa

## Osoby związane z miastem
- Leon Ałaszejew – major lekarz Wojska Polskiego, ofiara zbrodni katyńskiej.
- Feliks Bogacki – polski krytyk literacki i publicysta
- Karol Borkowski – polski powstaniec, działacz niepodległościowy
- Wacław Chojna – major artylerii Wojska Polskiego, żołnierz Kedywu.
- Cewi Cur – izraelski generał
- Dmytro Czyhrynski – ukraiński piłkarz
- Marian Karol Dubiecki – polski historyk, sekretarz Rusi w Rządzie Narodowym powstania styczniowego
- Paweł Antoni Fontana – czołowy architekt doby późnego baroku w Rzeczypospolitej
- Antoni Frankowski – generał brygady LWP
- Seweryn Goszczyński – polski poeta romantyczny
- Nathan Hannover – żydowski teolog, pamiętnikarz
- Karol Jankowski – architekt polski
- Stanisław Kirkor – polski profesor weterynarii
- Ignacy Malczewski – regent nadworny kancelarii mniejszej koronnej
- Christoph Schaffrath – niemiecki kompozytorz późnobarokowy
- Heraś Sokołenko – ukraiński poeta
- Aleksander Zasławski – książę, II ordynat ostrogski

## Współpraca międzynarodowa
Miasta i gminy partnerskie:
- Łowecz
- Ostrów Mazowiecka (deklaracja podjęcia współpracy)
- Powiat ostrowski (umowa o współpracy partnerskiej)[7]